# Autostrada A113 (Niemcy)
Autostrada federalna A113 (niem. Bundesautobahn 113 (BAB 113), Autobahn 113 (A113)) – autostrada w Niemczech leżąca na południu Berlina oraz w Brandenburgii. Swój przebieg rozpoczyna na węźle autostradowym Schönefelder Kreuz z autostradami A10 – zewnętrzną obwodnicą Berlina (niem. Berliner Ring) i A13, skąd biegnie w kierunku północnym. Kończy się na węźle Dreieck Neukölln z autostradą A100, pierścieniem drogowym wokół centrum miasta (niem. Berliner Stadtring). A113 ma 19 km długości.
Od 2008 roku dawny przebieg trasy od Waltersdorf do drogi B96a posiada oznaczenie A117.
Na odcinku od mostu Britzer Verbindungskanal do węzła nr 5 biegnie wzdłuż kanału Teltow.

## Trasy europejskie
Według oznakowania arteria jest częścią trasy europejskiej E36.